# Elizabeth Khaxas
Elizabeth Khaxas (Damaralandia, 1960) es una escritora y activista lesbiana de Namibia.

## Trayectoria
Nació en la aldea de Okombahe, que se encuentra a orillas del río Omaruru, en el bantustán Damaralandia, próximo al  desierto de Namib, donde su madre y su abuela se dedicaban al pastoreo de cabras en los terrenos que establecieron los colonos alemanes para los grupos étnicos de la zona.
Obtuvo una licenciatura en educación en la Universidad de Sudáfrica y un máster en administración educativa por la Universidad de Deakin (Australia). Fue profesora y directora de escuela durante catorce años. En 1998, trabajó como responsable de programas de género para la Comunidad de Desarrollo de África Austral (SADC) en Gaborone. Dirigió, de 1999 a 2002, la organización no gubernamental feminista y no partidista con sede en Windhoek, Sister Namibia. Después de dejar esta, fundó el Women's Leadership Centre (WLC), cuyo objetivo es construir una política feminista desde las diferentes culturas indígenas del país. Su actividad principal es apoyar la escritura y otras formas de expresión personal y creativa como forma de resistencia de las mujeres.
Escribió sus primeros poemas a los treinta años cuando se enamoró de una mujer. Continuó escribiendo cuentos, textos en prosa y artículos periodísticos que reflejan aspectos de su vida y de la vida de otras mujeres de Namibia. Compiló y editó en 2005 y 2008 dos volúmenes de escritos de mujeres namibias.
Khaxas y su pareja, Liz Frank, formaron parte del caso judicial Frank y Khaxas contra el presidente de la Junta de Selección de Inmigración en Namibia, que intentaba obtener el reconocimiento legal de las relaciones entre personas del mismo sexo en Namibia. En 1999, el juez Harold Levy del Tribunal Superior de Namibia dictaminó que las parejas de gays y lesbianas tienen exactamente los mismos derechos que las heterosexuales y pueden vivir como una familia y criar a sus hijos como lo harían un hombre y una mujer, pero el 6 de marzo de 2001, se publicó un informe según el que el Tribunal había anulado esta sentencia y, por lo tanto, las relaciones entre gays y lesbianas no podían tener el mismo estatus legal en Namibia que las uniones heterosexuales.

## Obra
- 2005 - I am a pet goat, I will not be slaughtered : female masculinity and femme strength amongst the Damara in Namibia. Coautora con Saskia Wieringa. Capítulo del libro Tommy Boys, Lesbian Men and Ancestral Wives: Female Same-Sex Practices in Africa. Jacana Media ISBN 9781770090934
- 2005 - Between yesterday and tomorrow, como compiladora y editora. Women's Leadership Centre, Windhoek ISBN 9789991668307
- 2008 - We Must Choose Life, como editora. John Meinert Publishing ISBN 978-9991684512